# Liste der Kulturdenkmale in Claußnitz

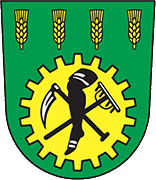
Wappen von Claußnitz

In der Liste der Kulturdenkmale in Claußnitz sind die Kulturdenkmale der sächsischen Gemeinde Claußnitz verzeichnet, die bis September 2022 vom Landesamt für Denkmalpflege Sachsen erfasst wurden (ohne archäologische Kulturdenkmale). Die Anmerkungen sind zu beachten.
Diese Aufzählung ist eine Teilmenge der Liste der Kulturdenkmale im Landkreis Mittelsachsen.

## Claußnitz
| Bild                                    | Bezeichnung | Lage                               | Datierung                                                                  | Beschreibung | ID       |
| --------------------------------------- | --- | ---------------------------------- | -------------------------------------------------------------------------- | --- | -------- |
| Weitere Bilder                          | Sühnekreuz | Am Anger (Karte)                   | Spätmittelalter                                                            | Ortsgeschichtlich von Bedeutung | 09232836 |
| Weitere Bilder                          | Postmeilensäule | Am Anger (Karte)                   | 1726                                                                       | Kursächsische Postmeilensäule (Sachgesamtheit); restaurierte und ergänzte Halbmeilensäule, verkehrsgeschichtlich von Bedeutung. Kopie einer Kursächsischen Halbmeilensäule, bezeichnet mit 1726 aus Rochlitzer Porphyr mit der Reihennummer 6, beginnend in Chemnitz auf sehr hohem Sockel. Die Säule gehörte zur Poststraße Rochlitz – Chemnitz und stand ursprünglich zwischen Garnsdorf und Claußnitz. Die Säule weist die Inschriften „AR“ „Chemnitz 3 St.“, die Jahreszahl 1726 und das Posthorn auf. Um 1860 wurde in die Uferbefestigung des Dorfbachs eingebaut. 1946 kamen zwei Schaftteile wieder zu Tage und wurden geborgen. Anschließend wurde die Säule restauriert, ergänzt und am neuen Standort aufgestellt. Nach 1990 wurde das bis dahin fehlende Kopfstück ergänzt und die Inschriften erneuert. | 09232837 |
| Weitere Bilder                          | Denkmal für die Gefallenen von 1870/71                                                                                       | Am Anger (Karte)                   | Nach 1871                                                                  | Ortsgeschichtlich von Bedeutung | 09232839 |
|                                         | Denkmal für die Gefallenen des Ersten Weltkrieges                                                                            | Am Anger (Karte)                   | 1920                                                                       | Ortsgeschichtlich von Bedeutung, Porphyr, nicht mehr vollständig | 09232838 |
| Weitere Bilder                          | Gasthof „Roter Hirsch“ mit Saalanbau                                                                                         | Am Anger 1 (Karte)                 | 1550                                                                       | Stattlicher Putzbau mit Fenstergewänden aus Porphyrtuff und Mansardwalmdach mit Dachhäuschen, großer massiver Saalanbau mit Satteldach, baugeschichtlich, ortsgeschichtlich und straßenbildprägend von Bedeutung. Portal mit Schlussstein, Verdachung und Wirtshauszeichen. | 09232840 |
| Direkt Bild zu diesem Denkmal hochladen | Wohnhaus | Am Anger 2 (Karte)                 | 19. Jahrhundert                                                            | Zweigeschossiger Putzbau über annähernd T-förmigem Grundriss auf Bruchsteinsockel, Satteldach mit Schiefereindeckung, baugeschichtlich von Bedeutung. Haus älter als 19. Jahrhundert. | 09232851 |
|                                         | Ehemalige Schule | Am Anger 3 (Karte)                 | 1832                                                                       | Zweigeschossiger Putzbau mit vier zu zehn Achsen, Porphyrtuffgewände, Walmdach, baugeschichtlich und ortsgeschichtlich von Bedeutung | 09232841 |
| Direkt Bild zu diesem Denkmal hochladen | Wohnhaus | Am Anger 7 (Karte)                 | Um 1700                                                                    | Rückseitig Obergeschoss Fachwerk, baugeschichtlich von Bedeutung. Zweigeschossig, Fachwerk im Obergeschoss auf der Rückseite noch vorhanden, straßenseitiges Fachwerk entfernt, Erdgeschoss und Traufseite massiv, originale Fenster- und Türgewände im Erdgeschoss, Satteldach mit Zwerchhaus. | 09232842 |
| Direkt Bild zu diesem Denkmal hochladen | Ehemaliges Postamt | Burgstädter Straße 45 (Karte)      | 1904–1905                                                                  | Zeittypischer Putzbau mit übergiebeltem Mittelrisalit und Erker, seitliche Holzveranda über Eingangsbereich, baugeschichtlich und ortsgeschichtlich von Bedeutung, mit Erker und Mittelrisalit | 09232844 |
| Direkt Bild zu diesem Denkmal hochladen | Villa | Burgstädter Straße 47 (Karte)      | Um 1915                                                                    | Putzbau mit Reformstilelementen aus der Zeit um 1910, baugeschichtlich von Bedeutung, guter Originalbestand | 09232845 |
| Direkt Bild zu diesem Denkmal hochladen | Wohnstallhaus (Nr. 70), zwei Seitengebäude, Scheune (Nr. 70a) und nordöstliche Toreinfahrt eines geschlossenen Vierseithofes | Burgstädter Straße 70, 70a (Karte) | Ende 18. Jahrhundert (Wohnstallhaus); Ende 19. Jahrhundert (Seitengebäude) | Wohnstallhaus Obergeschoss Fachwerk verschiefert, südliches Seitengebäude Obergeschoss Sichtfachwerk, zum Teil historische Fenster, weiteres Seitengebäude und Scheune Obergeschoss Fachwerk verschiefert, alle Gebäude des Hofes mit Satteldach, sehr gutes Beispiel für die Holzbauweise, baugeschichtlich, sozialgeschichtlich und wirtschaftsgeschichtlich von Bedeutung | 09232846 |
| Direkt Bild zu diesem Denkmal hochladen | Wohnhaus | Burgstädter Straße 79 (Karte)      | Um 1880                                                                    | Putzbau mit aufwändiger Fassadengestaltung, baugeschichtlich von Bedeutung. Originale Fassadengliederung und Dachlandschaft erhalten. Wohnhaus in offener Bebauung, vermutlich ursprünglich zur dahinterliegenden Fabrik gehörend. Vor 1900 erbaut (Schätzung nach Baubefund). Zweigeschossiger Putzbau auf längsrechteckigem Grundriss mit fünf und vier Achsen sowie Satteldachabschluss. An der Straßentraufseite mit zwei Seitenrisaliten, die durch Pilaster gegliedert werden. Die Fassade des Gebäudes gegliedert und gestaltet durch Putzquaderung im Erdgeschoss, ein gekröpftes Gesims zwischen Erdgeschoss und Obergeschoss sowie ein durchlaufendes Gesims zwischen den Fenstern des ersten Obergeschosses, die Sohlbänke einbeziehend. Über den Fenstern im Obergeschoss waagerechte Fensterverdachungen und Dreieckesgiebelverdachungen. Kräftig ausgeprägtes Kranzgesims mit Kragsteinen. Die Fensterbrüstungen sind verziert, u. a. durch Diamantquader. Die Straßentraufseite wird durch einen zweiachsigen Dacherker bekrönt sowie zwei einfache kleinere Gauben aus der Erbauungszeit. Die dem Eingang gegenüberliegende Giebelseite und Hoftraufseite in zeittypischer Art sparsamer gestaltet. Im Obergeschoss blieben die ursprünglichen zweiflügligen Fenster mit Oberlicht erhielten. Auch die Haustür entstammt der Erbauungszeit. Das Gebäude steht traufseitig an der wichtigsten Durchfahrtsstraße des Ortes und prägt maßgebend diesen nicht zur ursprünglichen Dorflage gehörenden Straßenzug. Der Denkmalwert des beschriebenen Gebäudes ergibt sich vorrangig aus künstlerischem Wert auf Grund der beschriebenen qualitätvollen Fassadengestaltung. Weiterhin ist der wissenschaftliche Wert dieses zeittypischen Bauwerkes aus der Zeit um 1900, welches in gutem Originalzustand überliefert ist, maßgebend für die Einstufung als Denkmal gewesen. Weiterhin ergibt sich ein öffentliches Erhaltungsinteresse aus der ebenfalls oben aufgeführten ortsbildprägenden (städtebaulichen/landschaftsgestaltenden) Bedeutung des Gebäudes. | 09232847 |
| Direkt Bild zu diesem Denkmal hochladen | Wohnstallhaus und Scheune eines Bauernhofes                                                                                  | Burgstädter Straße 97 (Karte)      | Um 1800                                                                    | Wohnstallhaus Obergeschoss Sichtfachwerk, Scheune in Fachwerkbauweise mit zwei großen Holztoren, baugeschichtlich und wirtschaftsgeschichtlich von Bedeutung | 09232848 |
| Direkt Bild zu diesem Denkmal hochladen | Wohnhaus | Dorfstraße 3 (Karte)               | Bezeichnet mit 1737                                                        | Baugeschichtlich und hausgeschichtlich von Bedeutung. Datiert an Rähm. Blattsassen, Reste Umgebinde, Obergeschoss Fachwerk mit Streben gezapft, Füllhölzer halbrund, ein Giebel verschiefert, ein Giebel massiv, steiles Satteldach. | 09232867 |
| Direkt Bild zu diesem Denkmal hochladen | Wohnhaus | Dorfstraße 41 (Karte)              | Um 1800                                                                    | Obergeschoss Sichtfachwerk, baugeschichtlich und straßenbildprägend von Bedeutung. Erdgeschoss massiv, zu große Fenster, ortsbildprägend, Frackdach, verschieferter Giebel. | 09232865 |
| Direkt Bild zu diesem Denkmal hochladen | Wohnhaus | Friedensstraße 3 (Karte)           | 1. Hälfte 19. Jahrhundert                                                  | Obergeschoss Fachwerk, Giebelseite massiv, baugeschichtlich von Bedeutung. Giebel verputzt, Erdgeschoss massiv. | 09232849 |
| Direkt Bild zu diesem Denkmal hochladen | Wohnhaus | Mittelweg 1 (Karte)                | Vor 1800                                                                   | Obergeschoss Fachwerk verschiefert, baugeschichtlich von Bedeutung, Erdgeschoss massiv | 09232852 |
| Direkt Bild zu diesem Denkmal hochladen | Wohnhaus | Mittelweg 2 (Karte)                | Um 1800                                                                    | Obergeschoss Fachwerk verschiefert, baugeschichtlich von Bedeutung. Erdgeschoss massiv, teilweise verschiefert, Satteldach. | 09232853 |
| Direkt Bild zu diesem Denkmal hochladen | Wohnhaus eines Hakenhofes | Obere Dorfstraße 1 (Karte)         | 1. Hälfte 18. Jahrhundert                                                  | Erdgeschoss und Obergeschoss Fachwerk, zum Teil verschiefert und verkleidet, baugeschichtlich und hausgeschichtlich von Bedeutung, Blattsassen | 09232854 |
| Direkt Bild zu diesem Denkmal hochladen | Wohnhaus | Obere Dorfstraße 3 (Karte)         | Ende 18. Jahrhundert                                                       | Obergeschoss Fachwerk verschiefert, baugeschichtlich von Bedeutung. Erdgeschoss massiv, Türgewände aus der 1. Hälfte des 19. Jahrhunderts. | 09232855 |
| Direkt Bild zu diesem Denkmal hochladen | Östliches Seitengebäude und westliche Scheune eines Vierseithofes                                                            | Obere Dorfstraße 22 (Karte)        | 1. Hälfte 18. Jahrhundert                                                  | Seitengebäude Obergeschoss Sichtfachwerk, Giebel verbrettert, Scheune hofseitig Sichtfachwerk, Rückseite verbrettert. - Stall: zwei Garageneinbauten, Erdgeschoss teilweise Fachwerk mit geblatteten Kopfbändern, Obergeschoss Streben gezapft, Stall schlechter Bauzustand - Torhaus: Erdgeschoss massiv, Obergeschoss Fachwerk - Scheune: Fachwerk im Erdgeschoss teilweise erhalten | 09232856 |
| Direkt Bild zu diesem Denkmal hochladen | Wohnhaus | Obere Dorfstraße 37 (Karte)        | Um 1800                                                                    | Obergeschoss Fachwerk, baugeschichtlich von Bedeutung. Erdgeschoss massiv, Holztürgewände. | 09232858 |
| Direkt Bild zu diesem Denkmal hochladen | Häuslerhaus | Obere Dorfstraße 71 (Karte)        | Um 1830                                                                    | Obergeschoss Fachwerk, baugeschichtlich von Bedeutung, ohne Anbau | 09232859 |
| Weitere Bilder                          | Dorfkirche und Kirchhof Claußnitz (Sachgesamtheit)                                                                           | Pfarrgasse 1 (Karte)               | 1277                                                                       | Sachgesamtheit Dorfkirche und Kirchhof Claußnitz mit folgenden Einzeldenkmalen: Kirche mit Ausstattung, eine Grabanlage sowie Torhaus und Wehrmauer (siehe 09232843) sowie der Kirchhof; im Kern romanische Saalkirche aus der Zeit um 1200, Anfang des 16. Jahrhunderts und im 18. Jahrhundert Umbauten, Torhaus mit verbretterter Oberlaube, kräftige Einfriedungsmauer mit Stützpfeilern, baugeschichtlich, kunstgeschichtlich und ortsgeschichtlich von Bedeutung | 09305164 |
| Weitere Bilder                          | Kirche mit Ausstattung, eine Grabanlage sowie Torhaus und Wehrmauer (Einzeldenkmale der Sachgesamtheit 09305164)             | Pfarrgasse 1 (Karte)               | 1277 (Kirche); 1. Hälfte 18. Jahrhundert (Kirchhofstorhaus)                | Einzeldenkmale der Sachgesamtheit Dorfkirche und Kirchhof Claußnitz; im Kern romanische Saalkirche aus der Zeit um 1200, Anfang des 16. Jahrhunderts und im 18. Jahrhundert tiefgreifende Umbauten, Torhaus mit verbretterter Oberlaube, kräftige Einfriedungsmauer mit Stützpfeilern, baugeschichtlich, kunstgeschichtlich und ortsgeschichtlich von Bedeutung. - Kirche: Putzbau mit eingezogenem, gerade geschlossenem Chor, steiles Satteldach mit Schiefereindeckung, Dachreiter 1277 erstmals urkundlich erwähnt, 1513 nach Erneuerung und Bau des Turmes geweiht, 1722–34 Erweiterung und durchgreifende Erneuerung, 1852 Bauarbeiten im Inneren, 1938 Erneuerung des Äußeren, 1951 Erneuerung des Inneren - Torhaus mit verbretterter Oberlaube zum Kirchhof, schöner großer Torbogen, im Erdgeschoss teilweise verbrettert Holzkonstruktion, sonst massiv, Satteldach mit Schiefereindeckung - Grabanlage Carl August Mehnert (1829–1913) mit schmiedeeiserner Einfriedung | 09232843 |
| Direkt Bild zu diesem Denkmal hochladen | Pfarrhaus und zweites Wohnhaus eines Pfarrhofes mit Pfarrgarten                                                              | Pfarrgasse 1a (Karte)              | 1839/1840 (Pfarrhaus); 1868 (Wohnhaus)                                     | Pfarrhaus stattlicher Putzbau mit Gliederung im Erdgeschoss, Krüppelwalmdach mit Schiefereindeckung, Wohnhaus Obergeschoss Fachwerk, baugeschichtlich und ortsgeschichtlich von Bedeutung. - Pfarrhaus: sieben zu vier Achsen, im Obergeschoss vermutlich Porphyrgewände - Wohnhaus (für den zweiten Pfarrer): Obergeschoss Sichtfachwerk, Rückseite verschiefert, flaches Satteldach - nordwestlich des Wohnhauses großer Pfarrgarten mit Teich | 09232523 |
| Direkt Bild zu diesem Denkmal hochladen | Seitengebäude | Schulweg 7 (Karte)                 | Vor 1881                                                                   | Obergeschoss Sichtfachwerk, baugeschichtlich und sozialgeschichtlich von Bedeutung, Erdgeschoss massiv | 09232863 |
| Direkt Bild zu diesem Denkmal hochladen | Wohnstallhaus | Schulweg 11 (Karte)                | 1. Hälfte 18. Jahrhundert                                                  | Obergeschoss Sichtfachwerk, steiles Satteldach mit Schiefereindeckung, baugeschichtlich und hausgeschichtlich von Bedeutung. Blattsassen und Reste der Ständer im Erdgeschoss, Obergeschoss gezapfte Streben, Giebeldreieck verschiefert, Erdgeschoss massiv, Türgewände aus der ersten Hälfte des 19. Jahrhunderts. | 09232864 |

## Diethensdorf
| Bild                                    | Bezeichnung | Lage                           | Datierung | Beschreibung | ID       |
| --------------------------------------- | --- | ------------------------------ | --- | --- | -------- |
| Direkt Bild zu diesem Denkmal hochladen | Nördliches Wohnstallhaus, östliches Seitengebäude (Pferdestall) mit Kumthalle, südliches Seitengebäude und westliche Scheune sowie zwei Torbögen eines Vierseithofes                                                                                            | Kastanienweg 1 (Karte)         | Mitte 19. Jahrhundert | Beide Seitengebäude in Fachwerkbauweise, geschlossen erhaltene Hofanlage, baugeschichtlich und wirtschaftsgeschichtlich von Bedeutung. Wohnstallhaus: preußisches Kappengewölbe im Stall. | 09232878 |
| Direkt Bild zu diesem Denkmal hochladen | Wohnstallhaus eines Bauernhofes | Kastanienweg 4 (Karte)         | Um 1800 | Obergeschoss Fachwerk verbrettert, baugeschichtlich von Bedeutung, Erdgeschoss massiv und ein Giebel massiv | 09232879 |
| Weitere Bilder                          | Postmeilensäule | Kirchsteig (Karte)             | 1726, Reststück | Kursächsische Postmeilensäule (Sachgesamtheit); Teilkopie einer Ganzmeilensäule, an der Poststraße Rochlitz–Chemnitz, verkehrsgeschichtlich von Bedeutung. Kopie einer Kursächsischen Ganzmeilensäule aus Rochlitzer Porphyr. Die Säule trägt verschiedene Inschriften. Auf der Vorderseite ist das AR-Monogramm/ „Chemnitz 4 St.“/ „1726“/ Posthorn, auf der Rückseite AR-Monogramm/ „Rochlitz 2 St.1/2“/ „1726“/ Posthorn aufgebracht. Teil des Schaftes ist original erhalten. Die Spitze wurde ergänzt. | 09232885 |
|                                         | Wohnstallhaus und Scheune eines Hakenhofes | Lindenweg 4 (Karte)            | 1. Hälfte 18. Jahrhundert | Wohnstallhaus Obergeschoss Sichtfachwerk, Giebel verkleidet, Scheune massiv mit großer Toreinfahrt, baugeschichtlich und hausgeschichtlich von Bedeutung. Erdgeschoss massiv, etwas zu breite Fenster, Obergeschoss Fachwerk geblattete Kopfbänder. | 09232880 |
| Direkt Bild zu diesem Denkmal hochladen | Wohnstallhaus einer ehemaligen Schäferei | Lindenweg 7 (Karte)            | Um 1800 | Verputzter Bruchsteinbau mit Fachwerkgiebel, Tür- und Fenstergewände in Porphyrtuff, Satteldach, baugeschichtlich und ortsgeschichtlich von Bedeutung. - Wohnhaus: verputzter Bruchsteinbau, Giebel Fachwerk verkleidet - Seitengebäude: teilweise massiv, Scheune massiv Scheune und Seitengebäude Abbruch vor 2013. | 09232883 |
| Direkt Bild zu diesem Denkmal hochladen | Südwestliches Wohnstallhaus, nordwestliches Seitengebäude und nordöstliche Scheune eines Vierseithofs, sowie Toreinfahrt (Holztor) und Flusskieselpflasterung im Hof                                                                                            | Lindenweg 30 (Karte)           | Um 1720 (Wohnstallhaus); 1. Hälfte 19. Jahrhundert (Seitengebäude); 2. Hälfte 19. Jahrhundert (Scheune) | Landschafts- und zeittypischer Bauernhof in gutem Originalzustand von baugeschichtlicher, hausgeschichtlicher und sozialgeschichtlicher Bedeutung. - Wohnstallhaus: Erdgeschoss u. Giebel massiv, zu große Fenster, Wohnhaus profilierte Schwellen, Baluster in Fensterbrüstungen des Obergeschoss an der Traufseite, K-Streben, hohes Krüppelwalmdach - Scheune: eingeschossig mit Drempel, schlichte zeittypische Fachwerkkonstruktion, zwei große Holzschiebetore an der Hofseite, Satteldach - Seitengebäude: in zwei Bauphasen errichtet, Erdgeschoss massiv mit nachträglichem Garageneinbau, Remise, Holztür, Obergeschoss schlichtes Fachwerk mit Türen im Obergeschoss, Krüppelwalmdach, kleine Gauben mit Satteldächern, Kreuzstockfenster - Toreinfahrt und Hofpflaster: Holztor mit Pforte, vermutlich nicht ursprünglich, Hofpflasterung mit Flusskieseln, Pflasterung des Göpelringes erhalten | 09232881 |
|                                         | Wohnstallhaus eines Dreiseithofes | Rathausstraße 2 (Karte)        | Um 1800 | Obergeschoss Sichtfachwerk, Giebel verschiefert, baugeschichtlich von Bedeutung. Am Türgewände datiert um 1870, Datum des Unterfahrens, ein Giebel massiv, Erdgeschoss massiv. | 09232884 |
| Direkt Bild zu diesem Denkmal hochladen | Wohnhaus | Rathausstraße 6 (Karte)        | 1. Hälfte 19. Jahrhundert | Obergeschoss Sichtfachwerk, Giebel massiv, baugeschichtlich von Bedeutung, Erdgeschoss und Giebel massiv | 09232886 |
|                                         | Denkmal für die Gefallenen des Ersten Weltkrieges | Rathausstraße 12 (vor) (Karte) | nach 1918 | Ortsgeschichtlich von Bedeutung | 09232887 |
| Direkt Bild zu diesem Denkmal hochladen | Westliches Wohnstallhaus eines ehemaligen Vierseithofes | Rochlitzer Straße 15 (Karte)   | Um 1800 | Obergeschoss Sichtfachwerk, Giebel verschiefert, baugeschichtlich von Bedeutung. Originales Türgewände am Stall, Obergeschoss Fachwerk teilweise verputzt, Erdgeschoss massiv mit teilweise zu großen Fenstern, Satteldach, ein Giebel massiv. | 09232874 |
| Direkt Bild zu diesem Denkmal hochladen | Scheune eines Dreiseithofes | Rochlitzer Straße 20 (Karte)   | Um 1800 | Fachwerkbauweise, baugeschichtlich von Bedeutung, Fachwerk, ortsbildprägend. | 09232875 |
| Direkt Bild zu diesem Denkmal hochladen | Westliches Wohnstallhaus eines Dreiseithofes | Rochlitzer Straße 23 (Karte)   | 1581 Dendro | Obergeschoss Fachwerk, teilweise verschiefert, baugeschichtlich von Bedeutung. Giebelseitiger Anbau, Giebeldreieck verschiefert, Frackdach, Wasserhaus. | 09232876 |
| Direkt Bild zu diesem Denkmal hochladen | Nördliches und südliches Seitengebäude eines Vierseithofes | Rochlitzer Straße 29 (Karte)   | Um 1700 (Seitengebäude); um 1800 (Seitengebäude) | Beide Gebäude Obergeschoss Sichtfachwerk, baugeschichtlich und sozialgeschichtlich von Bedeutung. - älteres Gebäude: geblattete Kopfbänder, Erdgeschoss massiv, Tür im Obergeschoss, Garageneinbau - Stall: Fachwerk-Obergeschoss, Erdgeschoss massiv, Giebeldreieck verkleidet, teilweise Fachwerk im Erdgeschoss erhalten | 09232877 |
| Direkt Bild zu diesem Denkmal hochladen | Zwei Seitengebäude (Ställe) eines Vierseithofes | Untere Hauptstraße 1 (Karte)   | 1. Hälfte 19. Jahrhundert | Beide Gebäude im Obergeschoss hofseitig Sichtfachwerk, baugeschichtlich und sozialgeschichtlich von Bedeutung. Giebel und Erdgeschoss massiv, als Sichtbeziehung von Straße wichtig, deshalb Denkmal. | 09232888 |
| Direkt Bild zu diesem Denkmal hochladen | Vereinsfahne der „Schützengesellschaft Diethensdorf“ | Untere Hauptstraße 4 (Karte)   | 1906 | In traditioneller Technik gefertigte Vereinsfahne in gutem Originalzustand, handwerklich-künstlerisch von Bedeutung. Denkmalwert: heimatgeschichtliche Bedeutung, Adresse gibt Ort der derzeitigen Lagerung an. | 09233208 |
| Weitere Bilder                          | Diethensdorfer Mühle: Ehemaliges Mahlmühlengebäude, ein Seitengebäude, ein Schuppen, zwei Scheunen, sechs Zaunspfeiler (Einfriedung) und sechs Rosskastanien sowie Mühlgraben mit Straßenbrücke (Überführung Untere Hauptstraße) einer ehemaligen Getreidemühle | Untere Hauptstraße 38 (Karte)  | Um 1800 (Mühle); 1. Hälfte 19. Jahrhundert (Seitengebäude nahe Unterer Hauptstraße); 19. Jahrhundert (kleine Bruchsteinscheune); bezeichnet mit 1820 (große Scheune); 2. Hälfte 19. Jahrhundert (Fachwerkschuppen) | Baugeschichtlich und ortsgeschichtlich von Bedeutung. Die Mühle produziert seit etwa 1920 nicht mehr. - Mühlengebäude: Bruchstein verputzt, Fenstergewände, dreigeschossig, Satteldach – ohne Anbauten - Seitengebäude: beginnendes 19. Jahrhundert, zweigeschossig, Erdgeschoss massiv, Obergeschoss Fachwerk, Satteldach, traufständig an Unterer Hauptstraße stehend - Scheune: eingeschossig, Fachwerk verbrettert bzw. Bruchsteinmauerwerk, wahrscheinlich ehemals Remise, Torgewände datiert mit 1820 am Schlussstein und Initiale, giebelständig zur Unteren Hauptstraße stehend und mit Seitengebäude baulich verbunden - Scheune: 19. Jahrhundert, Bruchsteinbau, eingeschossig, Satteldach, im Hof stehend nahe Mühlengebäude - Schuppen: 19. oder 20. Jahrhundert, Fachwerk verbrettert, Satteldach, zwischen Unterer Hauptstraße und Seitengebäude giebelständig angeordnet - Sechs Zaunspfeiler: zwischen Mühlgraben und Schuppen (Nummer 5) für die straßenseitige Einfriedung des Grundstückes, Rochlitzer Porphyrtuff, 19. Jahrhundert - Sechs Rosskastanien: seitlich des Eingangs die ehemalige Miststatt einfassend - Mühlgraben: im Bereich der Gemarkung Diethensdorf, teilweise durch Bruchsteinufermauerwerk eingefasst - Betonbrücke: Überführung der Unteren Hauptstraße über den Mühlgraben, bewehrter Beton, vermutlich monolithisch hergestellt, nach Gestaltung zu urteilen vor 1945, mit erhaltenen Betonbrüstungen | 09232889 |
| Direkt Bild zu diesem Denkmal hochladen | Wohnstallhaus eines Bauernhofes | Waldweg 9 (Karte)              | Um 1800 | Obergeschoss Fachwerk, zum Teil verputzt, Giebel verbrettert, baugeschichtlich von Bedeutung. Teilweise massiv, ansonsten verputzt bzw. verbrettert. 2013 Abbruch der Scheune festgestellt. | 09232890 |

## Markersdorf
| Bild                                    | Bezeichnung | Lage                           | Datierung | Beschreibung | ID       |
| --------------------------------------- | --- | ------------------------------ | --- | --- | -------- |
| Weitere Bilder                          | Obelisk | (Flurstück 199/1) (Karte)      | 1880 | Granitsockel, darüber Obelisk aus Rochlitzer Porphyrtuff, zur Erinnerung an den Bau der Chemnitztalstraße, ortsgeschichtlich und baugeschichtlich von Bedeutung | 09233337 |
|                                         | Mühlengebäude (Nr. 7), Wohnstallhaus (Nr. 13) und Seitengebäude (Nr. 5) einer ehemaligen Öl- und Brettmühle | Alte Mühle 5, 7, 13 (Karte)    | 1750/1814 (Mühle); 2. Hälfte 18. Jahrhundert (Wohnstallhaus); 1. Hälfte 19. Jahrhundert (Seitengebäude)                                 | Mühlengebäude Obergeschoss Fachwerk verputzt, Satteldach, Wohnstallhaus Obergeschoss Fachwerk verputzt, Krüppelwalmdach, Seitengebäude vermutlich Fachwerk im Obergeschoss, Krüppelwalmdach, typische, gut erhaltener ländliche Mühlenhof des 18. Jahrhunderts mit Mühlgebäude, Mühlenwohnhaus und Nebengebäude baugeschichtlich, ortsgeschichtlich und technikgeschichtlich von Bedeutung, baugeschichtlich von Bedeutung. - Mühlengebäude: Tür- und Fenstergewände im Erdgeschoss erhalten, hintere Traufseite 2. Hälfte 18. Jahrhundert, zweiflüglige Haustür mit einem geteilten Türblatt, originale Beschläge erhalten, vordere Traufseite 1814, Obergeschoss Fachwerk verputzt, teilweise massiv ersetzt, Reste Kreuzgewölbe im Hausflur - Wohnhaus der ehemaligen Mühle (Alte Mühle 7): spätbarocker Bau, zweigeschossig, längsrechteckiger Grundriss, Erdgeschoss Bruchsteinmauerwerk verputzt, Türportal Hilbersdorfer Porphyrtuff mit Gebälk und Zahnschnitt – bezeichnet mit 1814 (Zirkel, Winkel, Teil Mühlrad im Schlussstein dargestellt), Fachwerk-Obergeschoss verputzt, abgewandte Traufseite mit Fenster- und Türgewänden aus Rochlitzer Porphyrtuff, Fenstergewände mit zwei Hohlkehlen (also eventuell älter als Türbezeichnung), Fachwerk an abgewandten Traufseite durch Ziegelmauerwerk ersetzt, Krüppelwalmdach mit breiter Schleppgaube, im Erdgeschoss Mittelflur, Türen mit Korbbogenlaibung, teilweise ursprüngliche Rahmenfüllungstüren vorhanden (um 1996), im Hausflur alter Steinplattenbelag, Keller mit Tonnengewölbe, Dachstuhl Kehlbalkendach mit Hahnebalken, liegender Stuhl - Gebäude Alte Mühle 13: Erdgeschoss massiv, Bruchsteinmauerwerk, Obergeschoss teilweise Fachwerk erhalten, auch ersetzt durch Ziegelmauerwerk, Krüppelwalmdach, im Inneren u. a. Stall mit preußischem Kappengewölbe, weiterer Stall mit Kreuzgratgewölbe – dreischiffig und dreijochig mit Porphyrsäulen, Steinbelag aus Feldsteinen, Kehlbalkendach mit doppelt stehendem Stuhl, aufgeblattete Kopfstreben im Dach, (Aufzeichnung von um 1996) - Historie: Ersterwähnung 1528, bis 1870 Öl-, Brett- und Mahlmühle mit verschiedenen Besitzern und Pächtern, 1870 Kauf durch die Schweizerthal (AG) (E.A.Tetzner, Besitzer der Mühle Schweizerthal im Chemnitztal), Ausbau der Mühleneinrichtung und Umbau zur „Türkischrotfärberei“ mit neuen Anbauten, um 1900 Aufgabe der „Türkischrotfärberei“, Umbau zu Wohnzwecken bis 1920, 1920 Übernahme durch die Gemeinde Markersdorf, 1998 Kauf durch Privatier, Planung über Freilegung des 300 m langen Mühlgrabens und Einrichtung einer Turbine zur Stromerzeugung | 09233322 |
| Direkt Bild zu diesem Denkmal hochladen | Wohnhaus | Am Lehrpfad 2 (Karte)          | Um 1905 | Gut erhaltenes Wohngebäude im Schweizer Stil, baugeschichtlich von Bedeutung. Werksteinsockel, Fachwerk-Drempel, Holzbalkone verziert, Schwebegiebel. | 09233325 |
| Weitere Bilder                          | Eisenbahnbrücke über die Chemnitz | Chemnitztalstraße (Karte)      | Vermutlich 1902 | Dreibogige Steinbrücke der Bahnstrecke Wechselburg–Küchwald, zeittypische Konstruktion von baugeschichtlichem und verkehrsgeschichtlichem Wert, baugeschichtlich von Bedeutung. Streckenkilometer 13,2, Bogen über dem Fluss als niedriger Segmentbogen ausgebildet, jeweils flankierend eine Korbbogenöffnung mit geringerer Spannweite, Fahrbahn nachträglich erweitert, die Brücke befindet sich zu einem Teil auf der Gemarkung Markersdorf, und zu einem Teil in der Gemeinde Taura. | 09302225 |
| Weitere Bilder                          | Chemnitztalsiedlung (Sachgesamtheit) | Chemnitztalstraße 2–28 (Karte) | 1900–1918 | Sachgesamtheit Chemnitztalsiedlung: 14 Mehrfamilienhäuser (als Sachgesamtheitsteile), im Heimatstil errichtete Werkssiedlung im Chemnitztal, baugeschichtlich und sozialgeschichtlich von Bedeutung. Kolonie, zweigeschossige Wohnhäuser, teils mit Fachwerk im Dachbereich, bauliche Details wie Veranden, Balkone, ein Haus mit Laden. | 09233327 |
|                                         | Giebel eines Wohnstallhauses | Hauptstraße 24 (Karte)         | 1. Hälfte 18. Jahrhundert | Fachwerkbauweise an der Giebelseite über beide Geschoss, Giebeldreieck verbrettert, baugeschichtlich von Bedeutung, baugeschichtlich von Bedeutung. Giebel Kopfbänder aufgeblattet und oben gezapfte Streben, Traufseite tiefgreifend umgebaut. | 09233328 |
| Direkt Bild zu diesem Denkmal hochladen | Wohnhaus mit angebautem Seitengebäude | Hauptstraße 38 (Karte)         | 1. Hälfte 19. Jahrhundert | Obergeschoss Fachwerk, baugeschichtlich von Bedeutung. Erdgeschoss massiv, Satteldächer. | 09233330 |
| Direkt Bild zu diesem Denkmal hochladen | Häusleranwesen | Hauptstraße 44 (Karte)         | Um 1800 | Obergeschoss Fachwerk, baugeschichtlich von Bedeutung. Erdgeschoss und ein Giebel massiv, Satteldach. | 09233331 |
| Weitere Bilder                          | Villa und Garten mit Gartenpavillon und Brunnen | Hauptstraße 70 (Karte)         | Um 1910 | Villa im Stil des Späthistorismus, baugeschichtlich und ortsgeschichtlich bedeutsam. - Villa: Erker, Türmchen, Giebeldreieck, Fries unterhalb Dach, seitlich entstellender Hausanbau - Villengarten (Nebenanlage): Einfriedung an der Straße niedrige Stützmauer aus Bruchsteinmauerwerk mit später neu aufgesetztem Metallzaun aus der 2. Hälfte des 20. Jahrhunderts, zu den Nachbargrundstücken Holzlattenzäune - Bodenrelief: von Süd nach Nord ansteigender Hang mit Terrassierung (Stützmauer an der Straße, Stützmauer im Norden der Villa und Rasenböschungen) - Gehölze: an der Böschung zur Straße im Süd-Abschnitt Baumreihe (fünf Linden) und im Ost-Abschnitt Baumreihe (fünf Linden), an der West-Grenze Baumreihe (vier Kastanien), an der Nord-Grenze im Ost-Abschnitt Baumreihe (von Ost nach West: drei Linden, eine Fichte, eine Linde, eine Kiefer, eine Linde), Solitärbäume (im Osten zwei Buchen und eine Weymouth-Kiefer, im Westen eine Buche, an der Böschung zur Straße im Süden der Villa zwei Magnolien, an der Böschung im Norden der Villa zwei Hemlocktannen, im Nordosten der Villa eine Trauerbuche von Hainbuchen dicht umstanden), im Nordosten der Villa Strauchgruppe (Rhododendron) - Gartenbauten: im Nordosten der Villa Treppe mit zwei Treppenläufen, im Nordosten des Grundstücks Pavillon als Metallkonstruktion | 09233333 |
|                                         | Villa mit Einfriedung sowie Nachlass der ehemaligen Firma Ratgeber | Hauptstraße 72 (Karte)         | Um 1890/1900 | Stattlicher späthistoristischer Villenbau mit Schmuckgiebel, Veranda und Turm, Nachlass siehe Text, baugeschichtlich und straßenbildprägend von Bedeutung, baugeschichtlich von Bedeutung. - Villa: reiche Fassadengliederung, Baukörpergruppierung, Erker u. a. - Nachlass: handschriftlicher und gedruckter Nachlass des Fabrikanten Ratgeber, Firmengeschichte der Firma Ratgeber, Totenmaske des Fabrikanten, Tagebücher, Skizzen und Zeichnungen des Fabrikanten, Mustersammlung | 09233334 |
| Weitere Bilder                          | Empfangsgebäude mit Bahnhofsuhr und Kurbelwerk, Güterverwaltung (Raiffeisengebäude, mit Inneneinrichtung), Wasserhaus (mit Wasserhochbehälter), Wirtschaftsgebäude, Lademaß und Gleiswaage sowie Schienen im Bereich des Bahnhofs Markersdorf-Taura | Hauptstraße 100 (Karte)        | Um 1902 (Empfangsgebäude und ehemaliges Raiffeisengebäude); 1. Hälfte 20. Jahrhundert (Gleiswaage); 2. Hälfte 20. Jahrhundert (Lademaß) | Gut erhaltener Personenbahnhof mit seltenem Lademaß, typische Bauten der Bahnstrecke Wechselburg–Küchwald (6633, sä. WbC), eisenbahngeschichtlich und regionalgeschichtlich von Bedeutung, baugeschichtlich von Bedeutung. - Empfangsgebäude (km 11,8) mit Kurbelwerk: Klinkerfassade, wegen Bahnhofsuhr aufgenommen, Bautyp Stationsgebäude für Nebenbahnen, Klinkerbau, Typ 1 (1891–1905), zweigeschossig - Bahnhofsuhr: siehe auch Bahnhof Amerika, typische Bahnhofsuhr um 1900 - Güterabfertigung (Raiffeisengebäude) mit Inneneinrichtung: Klinkerfassade, weit auskragendes Dach, Laderampe - Wasserhaus mit Wasserhochbehälter: zweigeschossig, Klinkerfassade, ab 1970 außer Betrieb - Wirtschaftsgebäude: Klinkerfassade, eingeschossig - Lademaß: Stahlkonstruktion zur Feststellung der maximalen Ladehöhe - Gleiswaage: Sockel erneuert, Aufbau älterer Schienen im Bereich des Bahnhofs | 09233326 |
|                                         | Wohnhaus in offener Bebauung | Hauptstraße 107 (Karte)        | Um 1900 | Klinkerbau mit übergiebeltem Mittelrisalit, ehemals Ladeneinbau, baugeschichtlich und straßenbildprägend von Bedeutung. Klinkerfassade, ehemals Paul Köhler Kolonialwaren, Fleisch, Wurst, Delikatessen. | 09233335 |

## Röllingshain
| Bild                                    | Bezeichnung                                  | Lage                                 | Datierung                 | Beschreibung | ID       |
| --------------------------------------- | -------------------------------------------- | ------------------------------------ | ------------------------- | --- | -------- |
| Direkt Bild zu diesem Denkmal hochladen | Häuslerhaus                                  | Nordweg 24 (Karte)                   | Um 1800                   | Obergeschoss Fachwerk, zum Teil verschiefert, baugeschichtlich und sozialgeschichtlich von Bedeutung. Giebel verschiefert, guter Zustand. | 09232868 |
| Direkt Bild zu diesem Denkmal hochladen | Wohnhaus                                     | Röllingshainer Dorfstraße 10 (Karte) | Um 1800                   | Obergeschoss Sichtfachwerk, Giebel verbrettert, Satteldach, baugeschichtlich und sozialgeschichtlich von Bedeutung | 09232873 |
| Direkt Bild zu diesem Denkmal hochladen | Häuslerhaus                                  | Röllingshainer Dorfstraße 20 (Karte) | Um 1800                   | Obergeschoss Sichtfachwerk, Krüppelwalmdach, baugeschichtlich und sozialgeschichtlich von Bedeutung | 09232871 |
| Direkt Bild zu diesem Denkmal hochladen | Nördliches Wohnstallhaus eines Vierseithofes | Südweg 10 (Karte)                    | 1. Hälfte 18. Jahrhundert | Obergeschoss Sichtfachwerk mit gezapften Holzverbindungen, Giebel verbrettert, Satteldach mit Schiefereindeckung, baugeschichtlich von Bedeutung. Türgewände um 1830, Erdgeschoss heute massiv, Blattsassen, teilweise massiv im Obergeschoss. | 09232872 |
| Direkt Bild zu diesem Denkmal hochladen | Wohnstallhaus eines ehemaligen Vierseithofes | Südweg 57 (Karte)                    | Um 1800                   | Obergeschoss Sichtfachwerk, Giebeldreieck verkleidet, Satteldach, baugeschichtlich von Bedeutung. Teilweise Fachwerk-Obergeschoss verputzt, Erdgeschoss massiv.                                                                                | 09232870 |

## Ehemaliges Denkmal (Claußnitz)
| Bild                                    | Bezeichnung                                    | Lage                        | Datierung                 | Beschreibung | ID       |
| --------------------------------------- | ---------------------------------------------- | --------------------------- | ------------------------- | --- | -------- |
| Direkt Bild zu diesem Denkmal hochladen | Wohnhaus über winkligem Grundriss und Schuppen | Obere Dorfstraße 30 (Karte) | 1. Hälfte 18. Jahrhundert | Wohnhaus Erdgeschoss und Obergeschoss Fachwerk, Giebel massiv, Schuppen in Fachwerkbauweise, baugeschichtlich und hausgeschichtlich von Bedeutung. Kopfbänder geblattet, Giebel verputzt und verschiefert. Zwischen 2017 und 2022 aus der Denkmalliste gestrichen. | 09232857 |

## Tabellenlegende
- Bild: Bild des Kulturdenkmals, ggf. zusätzlich mit einem Link zu weiteren Fotos des Kulturdenkmals im Medienarchiv Wikimedia Commons. Wenn man auf das Kamerasymbol klickt, können Fotos zu Kulturdenkmalen aus dieser Liste hochgeladen werden:
- Bezeichnung: Denkmalgeschützte Objekte und ggf. Bauwerksname des Kulturdenkmals
- Lage: Straßenname und Hausnummer oder Flurstücknummer des Kulturdenkmals. Die Grundsortierung der Liste erfolgt nach dieser Adresse. Der Link (Karte) führt zu verschiedenen Kartendiensten mit der Position des Kulturdenkmals. Fehlt dieser Link, wurden die Koordinaten noch nicht eingetragen. Sind diese bekannt, können sie über ein Tool mit einer Kartenansicht einfach nachgetragen werden. In dieser Kartenansicht sind Kulturdenkmale ohne Koordinaten mit einem roten bzw. orangen Marker dargestellt und können durch Verschieben auf die richtige Position in der Karte mit Koordinaten versehen werden. Kulturdenkmale ohne Bild sind an einem blauen bzw. roten Marker erkennbar.
- Datierung: Baubeginn, Fertigstellung, Datum der Erstnennung oder grobe zeitliche Einordnung entsprechend des Eintrags in der sächsischen Denkmaldatenbank
- Beschreibung: Kurzcharakteristik des Kulturdenkmals entsprechend des Eintrags in der sächsischen Denkmaldatenbank, ggf. ergänzt durch die dort nur selten veröffentlichten Erfassungstexte oder zusätzliche Informationen
- ID: Vom Landesamt für Denkmalpflege Sachsen vergebene, das Kulturdenkmal eindeutig identifizierende Objekt-Nummer. Der Link führt zum PDF-Denkmaldokument des Landesamtes für Denkmalpflege Sachsen. Bei ehemaligen Kulturdenkmalen können die Objektnummern unbekannt sein und deshalb fehlen bzw. die Links von aus der Datenbank entfernten Objektnummern ins Leere führen. Ein ggf. vorhandenes Icon  führt zu den Angaben des Kulturdenkmals bei Wikidata.